# Tunnel hélicoïdal de Saillens
Le tunnel hélicoïdal de Saillens est un tunnel ferroviaire de la ligne de Portet-Saint-Simon à Puigcerda (frontière). Long de 1 650 mètres, il débute en limite nord de la commune de L'Hospitalet-près-L'Andorre et est pour l'essentiel situé sur le territoire de la commune de Mérens-les-Vals, en Haute vallée de l'Ariège dans le département de l'Ariège, en France.
Mis en service en 1929, il est exploité par la Société nationale des chemins de fer français (SNCF).

## Situation ferroviaire
Établi à une altitude moyenne de 1 275 mètres, le tunnel hélicoïdal de Saillens, long de 1 650 mètres, est établi, après un pont sur l'Ariège, entre les points kilométriques (PK) 139,644 et 141,294, sur le tronçon de la gare de Mérens-les-Vals à la gare d'Andorre - L'Hospitalet de la ligne à voie unique de Portet-Saint-Simon à Puigcerda (frontière), qu'il élève de 60 m d'altitude par une boucle quasi complète. Il est suivi par un pont sur la cascade du ruisseau des Bésines et le tunnel de la Barthe Espesso long de 1 226 m.

## Histoire
La ligne initialement prévue atteint son terminus de Tarascon-sur-Ariège en août 1877 mais sera prolongée dans l'intérêt du thermalisme jusqu'à Ax-les-Thermes en avril 1888. Faisant fi des considérables difficultés du relief pyrénéen, un protocole est signé le 8 mars 1905 pour la prolonger jusqu'à la frontière espagnole avec l'appui de l'influent ministre des affaires étrangères de la IIIe République, l'ariégeois Théophile Delcassé (1852-1923).
Les travaux du tunnel de Saliens débutent le 11 mars 1910, effectués par 110 ouvriers mais cette section de 42 km d'Ax à Puigcerda du transpyrénéen oriental ne sera complètement achevée que le 22 juillet 1929, inaugurée la veille par le roi Alphonse XIII et Gaston Doumergue.

## Caractéristiques
C'est un tunnel hélicoïdal qui effectue une boucle dans la roche permettant à la voie de s'élever de 60 m sur une distance de 1 650 m à une altitude moyenne de 1 275 m.

## Galerie

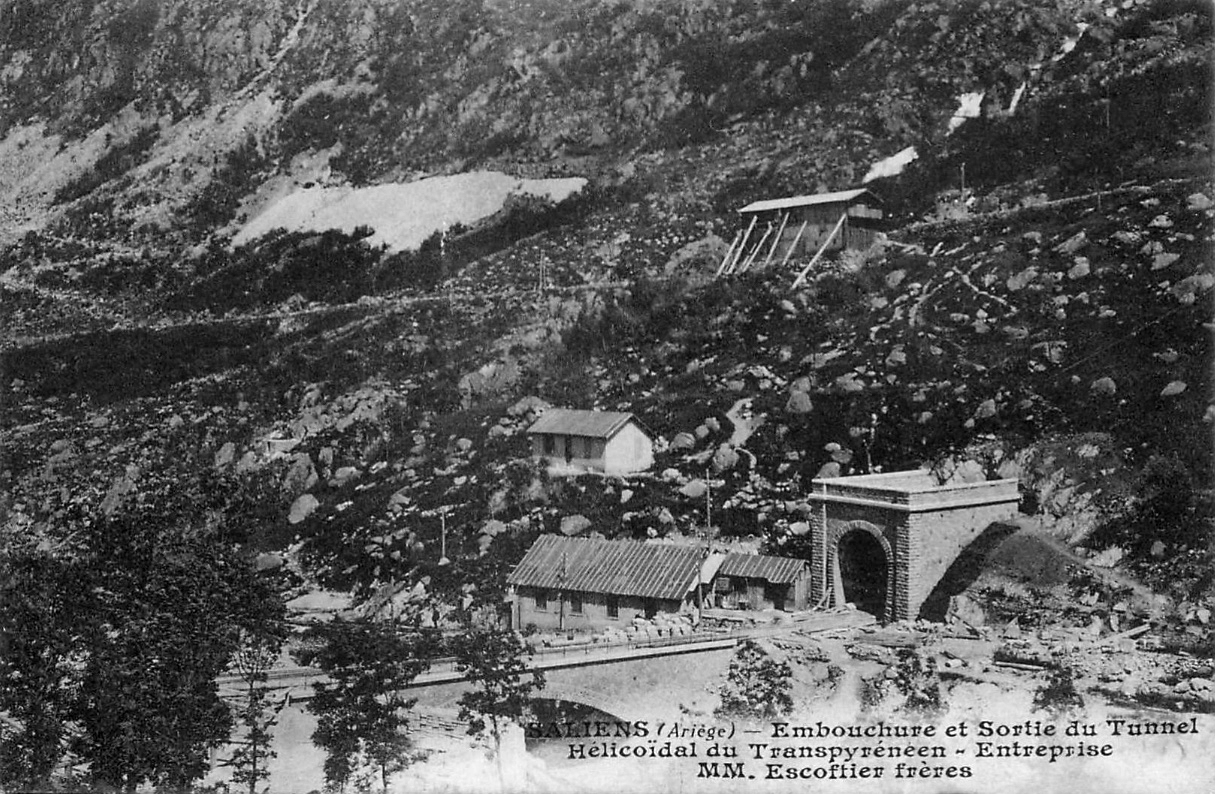
Les accès du tunnel avant la fin du chantier de construction.
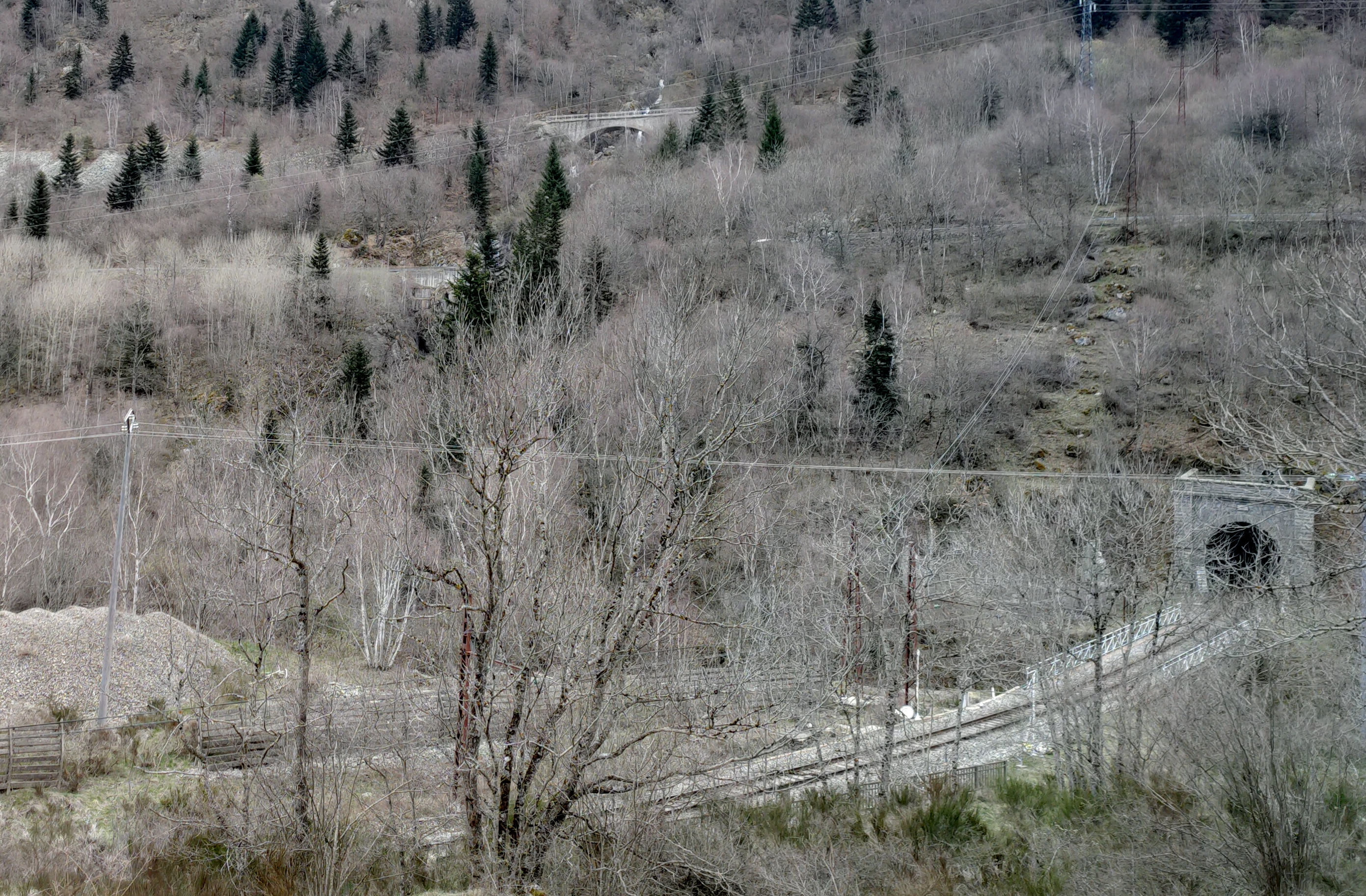
L'accès supérieur est discrètement visible dans l'angle supérieur gauche de la photo, dans le prolongement du pont de la cascade des Bésines.
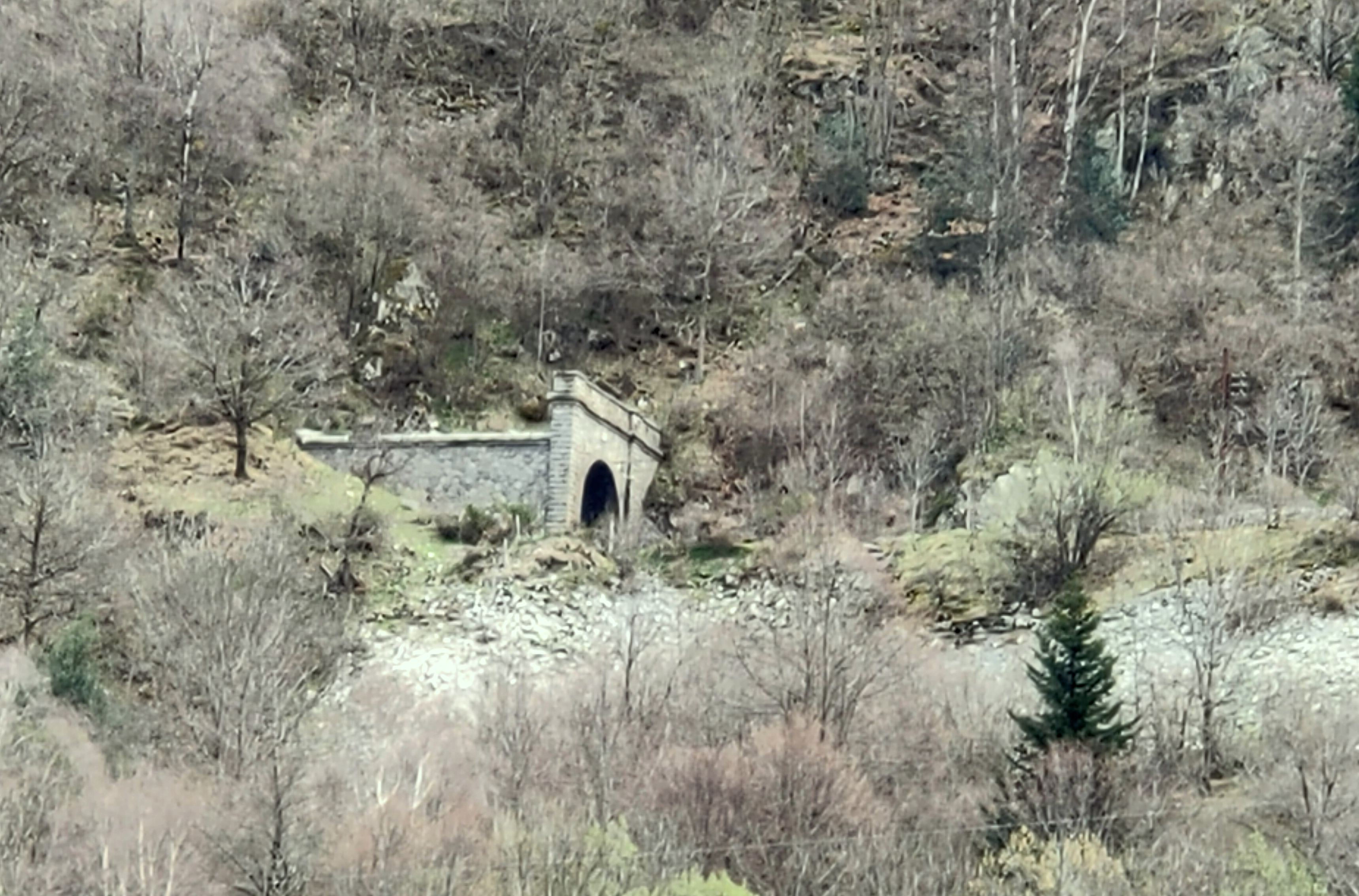
Accès supérieur du tunnel (vue latérale), sur la commune de Mérens-les-Vals.
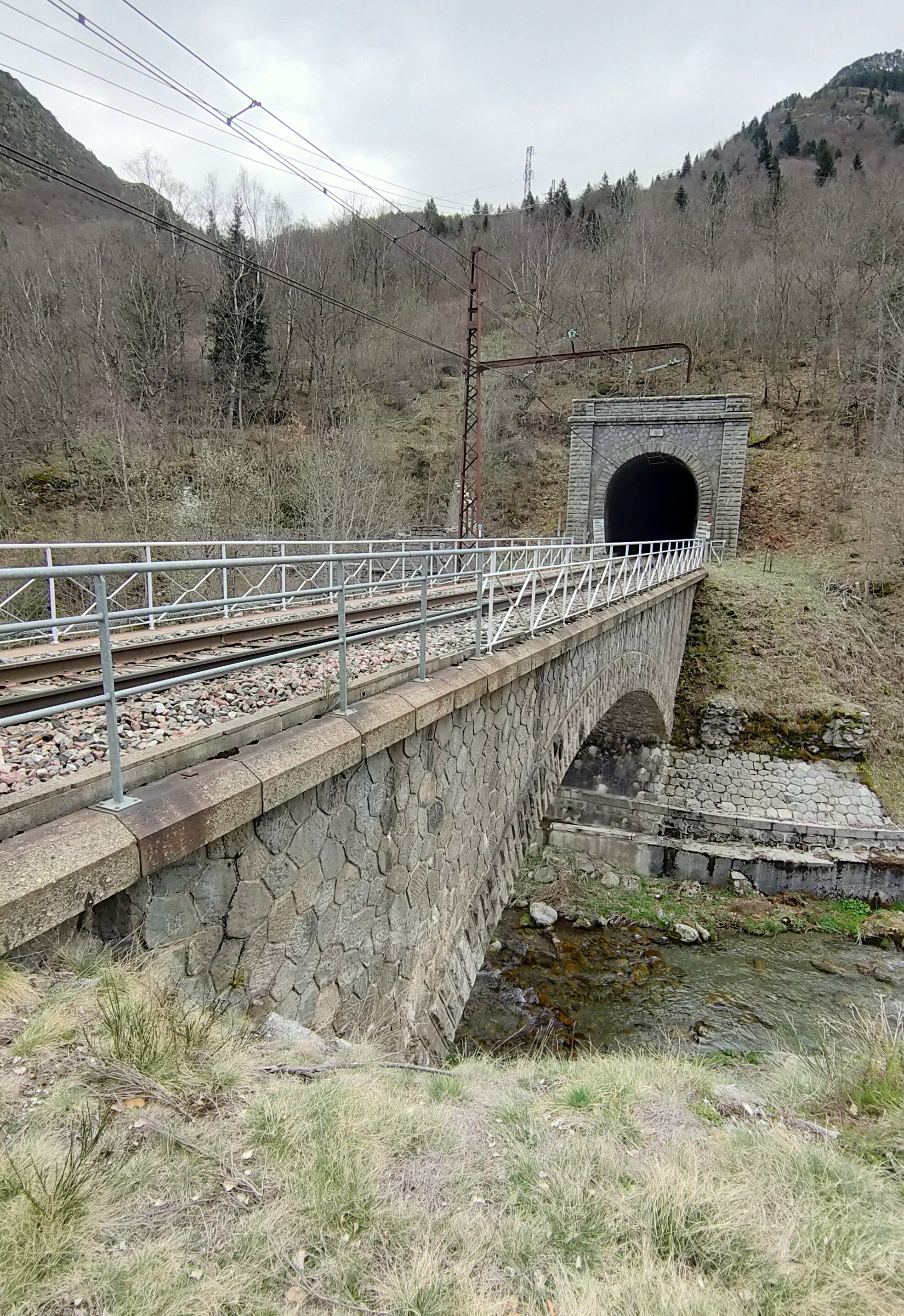
Pont sur l'Ariège et entrée inférieure du tunnel, sur la commune de L'Hospitalet-près-l'Andorre.
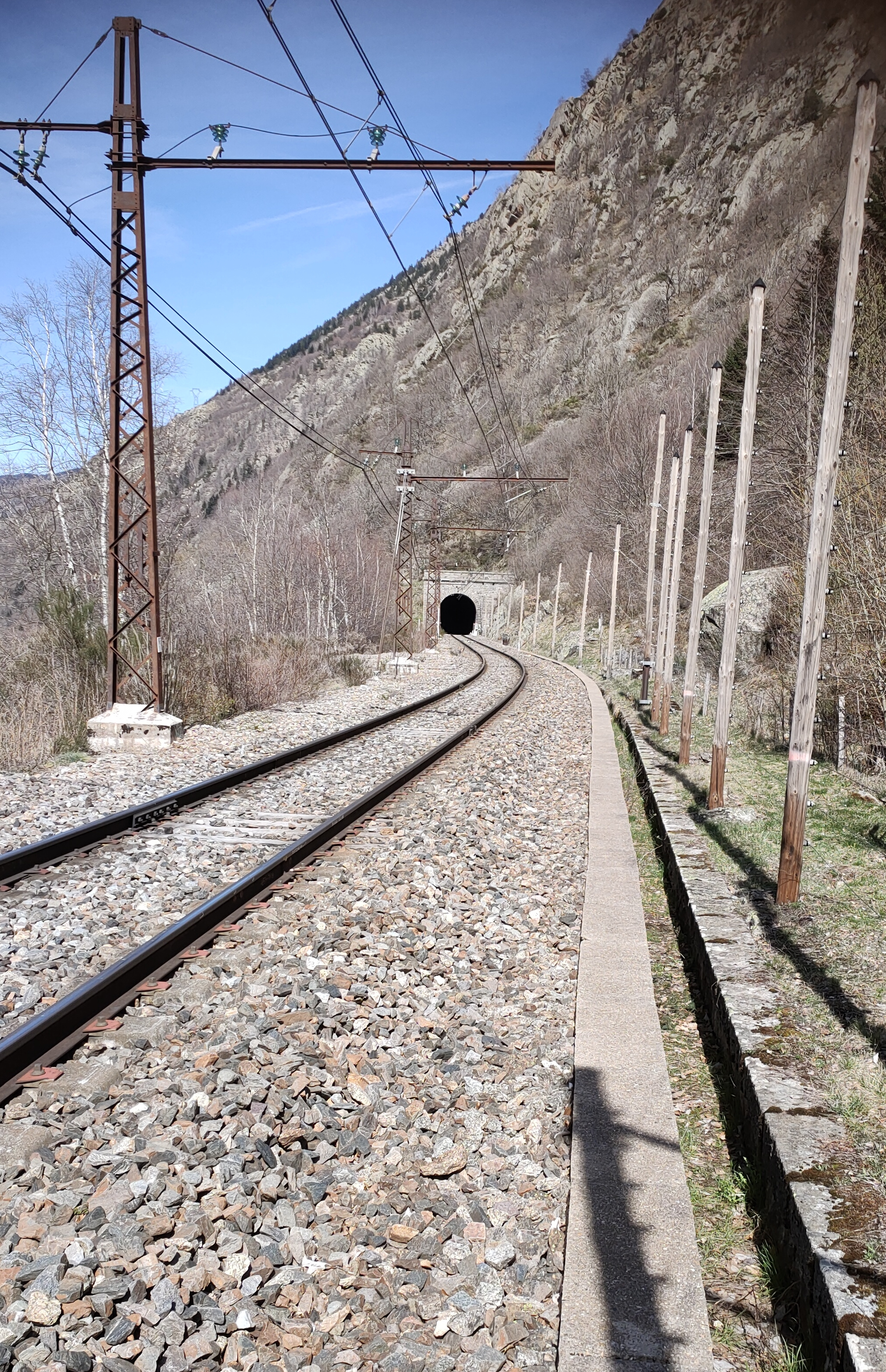
Accès supérieur du tunnel (vue frontale), sur la commune de Mérens-les-Vals.